# Anthropologie urbaine

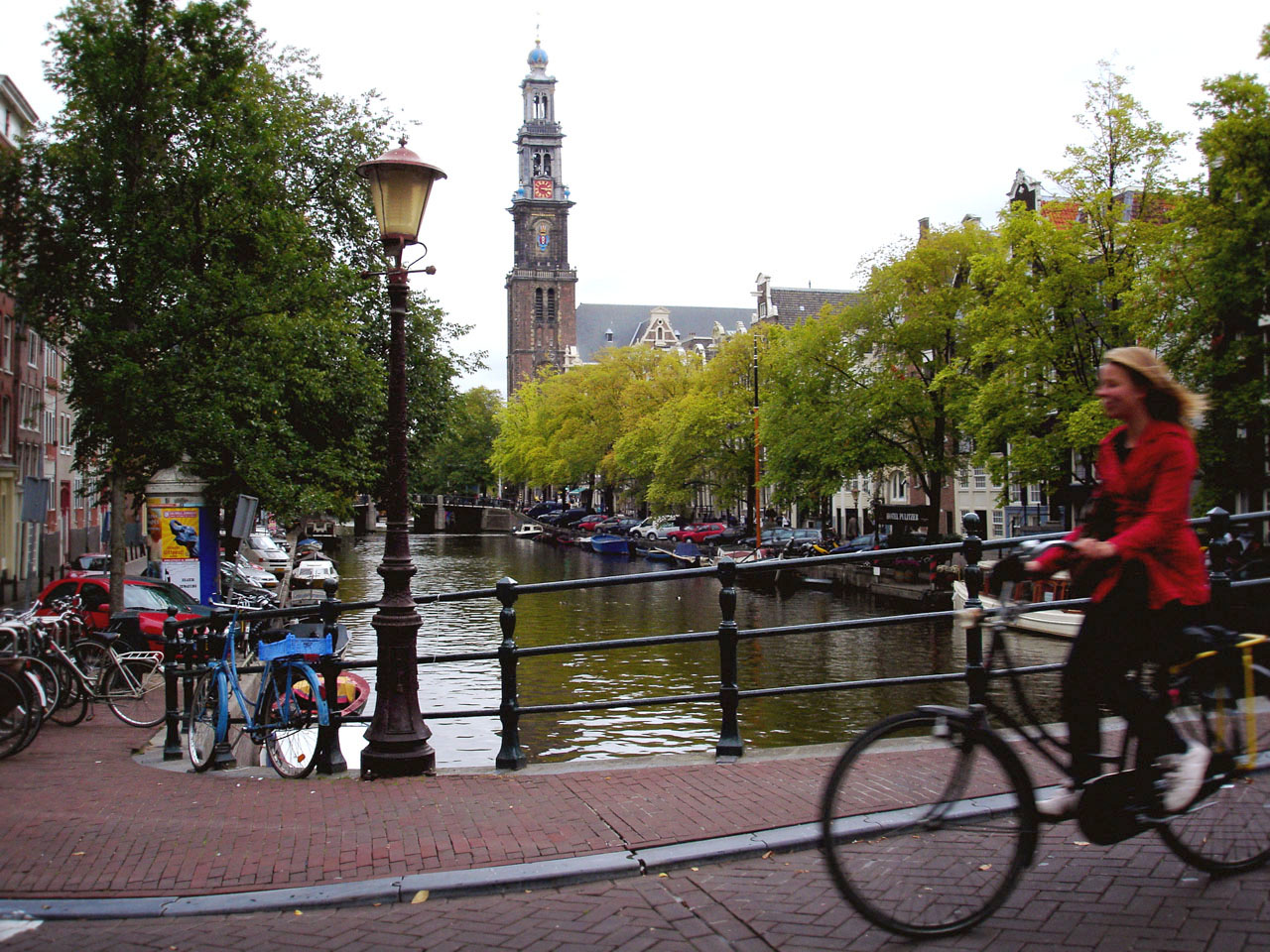
Amsterdam, 2007

L'Anthropologie urbaine est une des plus jeunes branches de l’anthropologie. Elle a pour objet d’étude la ville et la vie qui s’organise à l’intérieur de l’espace urbain. Un grand débat à l’intérieur de cette discipline repose par ailleurs sur le fait de savoir si les anthropologues urbains étudient « la ville », en tant qu’entité particulière, ou étudient « dans la ville », c'est-à-dire les différentes formes de vie et d’activité qui s’y développent.  S’intéressant de façon prédominante au monde occidental, on peut dire que l’anthropologie urbaine a participé de façon non négligeable au rapprochement entre sociologie et anthropologie, en faisant converger des objets relativement semblables (voir sociologie urbaine).

## Naissance
L’anthropologie urbaine est née à Chicago dans les années 1920. À cette époque l’École de Chicago connait en effet une effervescence intellectuelle importante (qui lui vaudra sa notoriété toujours actuelle) et s’intéresse tout particulièrement à des phénomènes comme les minorités urbaines (ethniques, artistiques, religieuses…) ou la compétition spatiale (voir écologie urbaine) . Mobilisant les outils ethnographiques, cette approche des phénomènes urbains permet de développer une attention particulière à la vie qui se développe dans les métropoles en pleine expansion. La perception sensorielle (visuelle et sonore) est alors particulièrement mobilisée pour rendre compte de l’activité urbaine, favorisée entre autres par « l’observation flottante »  que permettent l’anonymat et la libre circulation dans les espaces publics. 
En France les travaux de Paul-Henry Chombart de Lauwe, dans les années 1950, furent les premiers à initier un mouvement vers l’étude des phénomènes urbains, suivis dans la fin des années 1960 par ceux de Henri Lefebvre. Cependant, on peut dire que ce sont surtout les études de Colette Pétonnet et Jean Monod qui marquèrent le pas ethnologique vers l’appropriation des objets urbains par l’anthropologie.

## Thèmes et problématiques
Aujourd’hui de nombreux thèmes et objets de recherche animent l’anthropologie urbaine. On peut regrouper ceux-ci sous différents thèmes : celui des classes sociales (où s’opposent classes ouvrières et bourgeoisie au travers de l’espace urbain) ; celui des minorités urbaines ; celui enfin des classes d’âge (comme les études sur les bandes de jeunes notamment). 
Enfin, on ne pourrait oublier de citer les travaux de Ulf Hannerz (en), qui s’attacha à faire vivre la « ville » dans son essence urbaine, distinguant pour cela une anthropologie de la ville d’une anthropologie dans la ville.